# Bál

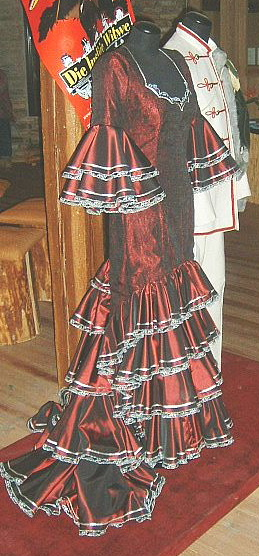
Báli ruha

A bál (az olasz ballo, balare = „táncolni” szóból) az ún. báli szezonban megtartott szervezett, zártkörű, vendéglátással kiegészülő ünnepélyes táncalkalom, amelyet kiegészíthet egy szórakoztató műsor is.

## Ismertebb magyar bálok
- a Füredi Anna-bál
- győri Médiabál
- Magyar Szent István Bál
- Orvosbál
- Operabál
- Újságíróbál
- Svábbál
- Szentimrevárosi Egyesület hagyományos bálja a Gellért szállóban

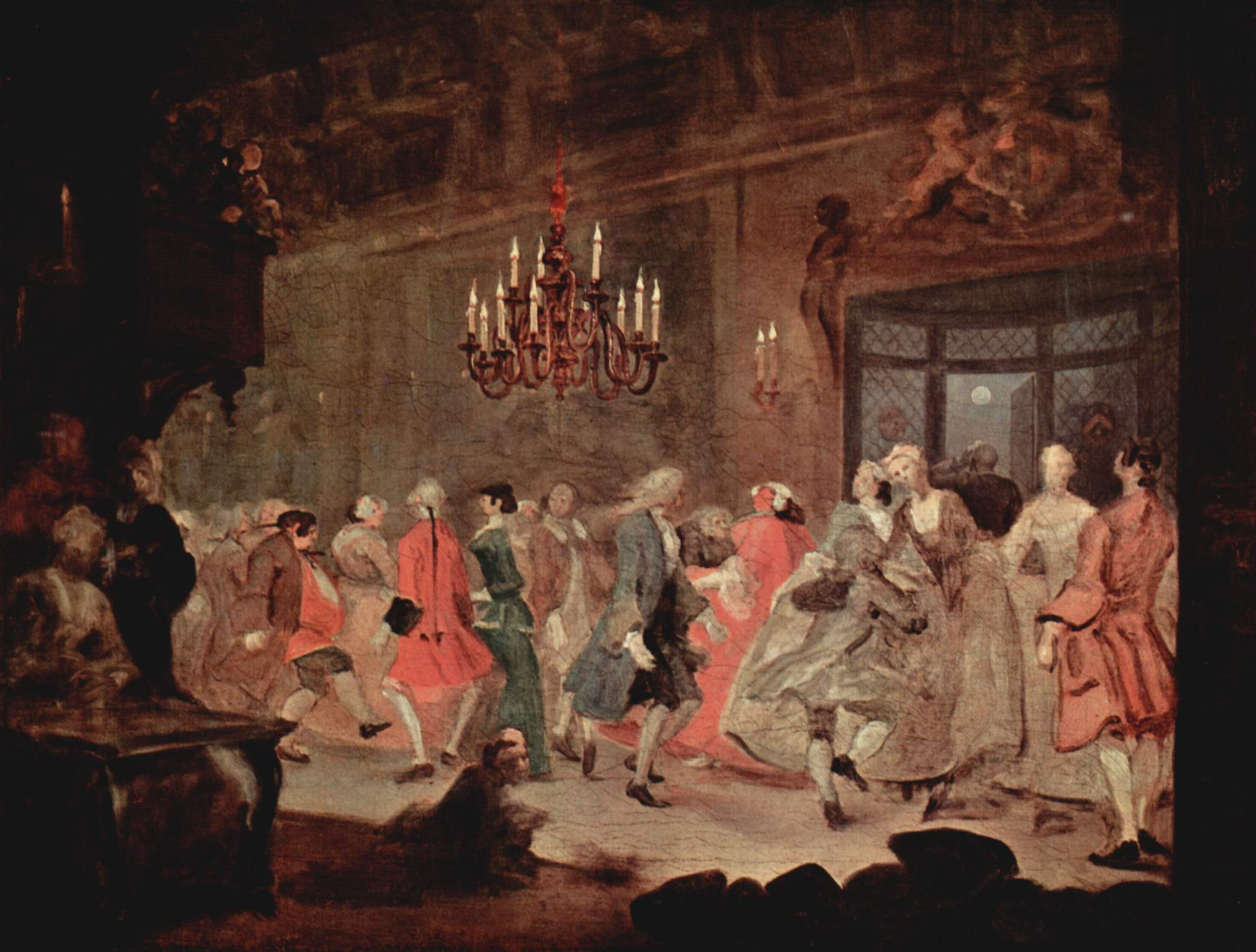
Bál (William Hogarth, 1745)

- Mazsike Hanuka-bál
- Prágai Magyar Bál
- a New York-i Tulipános Bál
- MTB Bál
- Budapesti Székely Bál
- Vargabál

## Egyéb bálok
- szalagavató bál
- gombavató bál
- gólyabál
- „első bál”
- farsangi bál (húshagyókeddi bál)
- jótékonysági bál
- utcabál
- álarcosbál
- karácsonyi bál